# Henry Núñez
Henry Núñez Nájera (ur. 5 kwietnia 1969 w San José) – kostarykański judoka. Dwukrotny olimpijczyk. Zajął 21. miejsce w Atlancie 1996 i dziewiętnaste w Seulu 1988. Startował w wadze lekkiej.
Uczestnik mistrzostw świata w 1993 roku. Brązowy medalista igrzysk Ameryki Środkowej i Karaibów w 1993 roku.

## Letnie Igrzyska Olimpijskie 1988
| Konkurencja | I runda               | Klas. końcowa |
| Konkurencja | Przeciwnik            | Miejsce       |
| ----------- | --------------------- | ------------- |
| 71 kg       | Anders Dahlin (SWE) P | 19.           |

## Letnie Igrzyska Olimpijskie 1996
| Konkurencja | I runda            | Klas. końcowa |
| Konkurencja | Przeciwnik         | Miejsce       |
| ----------- | ------------------ | ------------- |
| 71 kg       | Amir Ghomi (IRI) P | 21.           |